# دولیس
دولیس (به انگلیسی: Dowlais) یک منطقهٔ مسکونی در بریتانیا است که در مرثر تیدویل واقع شده‌است. دولیس ۶٬۹۲۶ نفر جمعیت دارد.